# Scolecithricella bradyi
Scolecithricella bradyi är en kräftdjursart som först beskrevs av Giesbrecht 1888.  Scolecithricella bradyi ingår i släktet Scolecithricella och familjen Scolecitrichidae. Inga underarter finns listade i Catalogue of Life.